# Circuit cycliste Sarthe-Pays de la Loire
Pour les articles homonymes, voir Circuit de la Sarthe (homonymie).
Le Circuit cycliste Sarthe-Pays de la Loire, est une course cycliste par étapes française créée en 1953 dans les Pays de la Loire. C'était une épreuve nationale amateur jusqu'en 1963, puis une épreuve internationale amateur de 1964 à 1974, et une épreuve « open », donc ouverte aux amateurs et aux professionnels à partir de 1975. Depuis 2005, le Circuit de la Sarthe fait partie de l'UCI Europe Tour, en catégorie 2.1. Le Français Jean Danguillaume y détient le record de victoires avec trois succès entre 1956 et 1959.
La dernière édition de ce tour cycliste a eu lieu en 2022 et laisse la place à un nouveau tour cycliste, le Région Pays de la Loire Tour, dont le parcours traverse tous les départements de la région.

## Histoire de la course
De 1953 à 1963, le Circuit de la Sarthe est une épreuve nationale amateur. Jean Danguillaume s'impose trois fois durant cette période, en 1956, 1958 et 1959. De 1964 à 1974, il devient une épreuve internationale amateur. Cinq coureurs amateurs étrangers remportent la course durant cette période, dont le Polonais Ryszard Szurkowski, champion du monde sur amateurs en 1973 et quatre fois vainqueur de la Course de la Paix.
En 1975, le Circuit de la Sarthe devient une épreuve « open », donc ouverte aux amateurs et aux professionnels. Bernard Hinault s'y impose et obtient à cette occasion sa première victoire en tant que cycliste professionnel. Il gagne une deuxième fois l'année suivante. Entre 1977 et 1990, sept éditions voient la victoire d'un coureur amateur. Cinq d'entre eux sont issus de l'équipe d'URSS. Aavo Pikkuus, quadruple champion d'URSS, s'impose en 1977, année de sa victoire sur la Course de la Paix, Piotr Ugrumov, futur dauphin de Miguel Indurain au Tour de France, gagne en 1987. En 1981, l'équipe d'URSS occupe les trois places du podium. Dimitri Zhdanov est en 1990 le dernier vainqueur amateur du Circuit de la Sarthe. Outre les coureurs soviétiques, le champion du monde sur route amateurs de 1982 Bernd Drogan gagne en 1978, et l'Américain Greg LeMond, futur triple vainqueur du Tour de France, en 1980.
Lors de la réforme du calendrier cycliste international de l'Union cycliste internationale en 1996, le Circuit de la Sarthe est catégorisé 2.4, ce qui signifie que des équipes de première et deuxième divisions peuvent y prendre part, ainsi que des clubs de haut-niveau dans la limite de 50 % des équipes présentes. Il garde cette catégorie jusqu'en 2001,,,,. En 2002, la catégorie 2.4 est supprimée et le Circuit de la Sarthe devient une course 2.3. Peuvent alors y prendre part des équipes de première, deuxième et troisième divisions, des équipes mixtes et facultativement des équipes nationales. La course garde la même catégorie en 2003 et 2004,.
En 2005, le calendrier international connaît une nouvelle réforme avec la création de l'UCI ProTour et des circuits continentaux. Le Circuit de la Sarthe fait depuis partie de l'UCI Europe Tour en catégorie 2.1. Il est par conséquent ouvert aux UCI ProTeams dans la limite de 50 % des équipes participantes, aux équipes continentales professionnelles, aux équipes continentales et à des équipes nationales,.
Les éditions 2020 et 2021 sont annulées à cause de la pandémie de Covid-19.
Après l'édition 2022, les organisateurs annoncent que l'épreuve deviendra le Région Pays de la Loire Tour à partir de 2023.

## Palmarès
| Année     | Vainqueur             | Deuxième              | Troisième               |
| --------- | --------------------- | --------------------- | ----------------------- |
| 1953      | Jacky Hays            | Roland Danguillaume   | Jean Danguillaume       |
| 1954      | Bernard Fournières    | Roger Provost         | Albert Ravier           |
| 1955      | André Bernard         | Christian Futol       | Robert Verdenal         |
| 1956      | Jean Danguillaume     | Yves Fayon            | Armand Poulain          |
| 1957      | Raymond Guérin        | Georges Dubois        | Michel Le Bris          |
| 1958      | Jean Danguillaume     | André Perty           | Jean Jeugnet            |
| 1959      | Jean Danguillaume     | Yves Barillet         | Jacques Simon           |
| 1960      | André Foucher         | René Fagault          | Jean-Yves Trolez        |
| 1961      | Jean Jeugnet          | Jean Claude Sevin     | Roger Bellon            |
| 1962      | Domingo Ferrer        | Yves Gougault         | Pierre Matignon         |
| 1963      | Claude Juin           | Michel Béchet         | Jean Cosseron           |
| 1964      | Jean Cosseron         | Yves Gougault         | Daniel Heck             |
| 1965      | José Manuel López     | José Suria            | Mariano Díaz            |
| 1966      | Pierre Matignon       | Serge Bolley          | Jean-Louis Jagueneau    |
| 1967      | Guy Grimbert          | Fernand Maurice       | Gérard Swertvaeger      |
| 1968      | Guy Grimbert          | Jacques Botherel      | Yves Ravaleu            |
| 1969      | Ryszard Szurkowski    | Patrice Testier       | Tino Tabak              |
| 1970      | Claude Lechatellier   | Ryszard Szurkowski    | Zbigniew Gorski (pl)    |
| 1971      | Vladislav Nelyubin    | Rony Christiaens      | Krzysztof Stec (pl)     |
| 1972      | Régis Ovion           | Claude Aigueparses    | Marcel Duchemin         |
| 1973      | Nikolaï Gorelov       | Ryszard Szurkowski    | Joël Hauvieux           |
| 1974      | Ivan Skosirev         | Alain Meunier         | Aavo Pikkuus            |
| 1975      | Bernard Hinault       | Jan Brzezny           | Jean-Claude Misac       |
| 1976      | Bernard Hinault       | Yves Hézard           | Yvon Bertin             |
| 1977      | Aavo Pikkuus          | Gregor Braun          | Jan Brzezny             |
| 1978      | Bernd Drogan          | Yvon Bertin           | Mariano Martinez        |
| 1979      | Christian Muselet     | Michal Klasa          | Aavo Pikkuus            |
| 1980      | Greg LeMond           | Ladislav Ferebauer    | Jan Jankiewicz          |
| 1981      | Youri Barinov         | Ivan Mitchenko        | Charkid Zagretdinov     |
| 1982      | Ivan Mitchenko        | Milan Jurčo           | Anatoli Yarkine         |
| 1983      | Pascal Jules          | Claude Moreau         | Jérôme Simon            |
| 1984      | Claude Moreau         | Yvan Lamote           | Régis Clère             |
| 1985      | Pascal Jules          | Ronan Pensec          | Viktor Demidenko        |
| 1986      | Didier Garcia         | Daniel Wyder          | John Talen              |
| 1987      | Piotr Ugrumov         | Pascal Lance          | Kurt Steinmann          |
| 1988      | Thierry Marie         | Viatcheslav Ekimov    | Jean-Claude Colotti     |
| 1989      | Thierry Laurent       | Viatcheslav Ekimov    | Gilbert Duclos-Lassalle |
| 1990      | Dimitri Zhdanov       | Michel Vermote        | Thierry Marie           |
| 1991      | Bruno Cornillet       | Armand de Las Cuevas  | Jean-Philippe Dojwa     |
| 1992      | Jean-François Bernard | Philippe Bouvatier    | Robert Forest           |
| 1993      | Jean-François Bernard | Laurent Bezault       | Thierry Dupuy           |
| 1994      | Stéphane Heulot       | Laurent Brochard      | Erwin Thijs             |
| 1995      | Thierry Marie         | Patrick Jonker        | Pascal Lance            |
| 1996      | Adriano Baffi         | Mariano Rojas         | Stéphane Heulot         |
| 1997      | Melchor Mauri         | Pascal Lino           | Tony Rominger           |
| 1998      | Melchor Mauri         | Marc Streel           | Jaan Kirsipuu           |
| 1999      | Steffen Kjærgaard     | Gilles Maignan        | Jens Voigt              |
| 2000      | David Cañada          | Jens Voigt            | Laurent Brochard        |
| 2001      | David Millar          | Anthony Morin         | Franck Bouyer           |
| 2002      | Didier Rous           | Bradley McGee         | Artūras Kasputis        |
| 2003      | Carlos Da Cruz        | Alexei Sivakov        | Laurent Brochard        |
| 2004      | Thomas Lövkvist       | Franck Bouyer         | Ronny Scholz            |
| 2005      | Sylvain Chavanel      | Markus Fothen         | Volodymyr Bileka        |
| 2006      | Stefan Schumacher     | Serhiy Honchar        | Brian Vandborg          |
| 2007      | Andreas Klöden        | Nicolas Vogondy       | Vladimir Duma           |
| 2008      | Thomas Voeckler       | Christian Vande Velde | Tiziano Dall'Antonia    |
| 2009      | David Le Lay          | Enrico Rossi          | Benoît Vaugrenard       |
| 2010      | Luis León Sánchez     | Tiago Machado         | Julien Simon            |
| 2011      | Anthony Roux          | Blel Kadri            | David Millar            |
| 2012      | Luke Durbridge        | Manuele Boaro         | Nélson Oliveira         |
| 2013      | Pierre Rolland        | Jan Bárta             | Tobias Ludvigsson       |
| 2014      | Ramūnas Navardauskas  | Rohan Dennis          | Julien Simon            |
| 2015      | Ramūnas Navardauskas  | Manuele Boaro         | Adriano Malori          |
| 2016      | Marc Fournier         | Jérôme Coppel         | Juan José Lobato        |
| 2017      | Lilian Calmejane      | Arthur Vichot         | Jonathan Castroviejo    |
| 2018      | Guillaume Martin      | Xandro Meurisse       | Justin Jules            |
| 2019      | Alexis Gougeard       | Quentin Pacher        | Oscar Riesebeek         |
| 2020-2021 | Éditions annulées     |                       |                         |
| 2022      | Olav Kooij            | Benoît Cosnefroy      | Xandro Meurisse         |